# Opaeophora
Opaeophora is een mosdiertjesgeslacht uit de familie van de Microporidae en de orde Cheilostomatida. De wetenschappelijke naam ervan is in 1948 voor het eerst geldig gepubliceerd door Brown.

## Soorten
- Opaeophora browni Moyano, 1983
- Opaeophora lepida (Hincks, 1881)
- Opaeophora occulta Moyano, 2002
- Opaeophora triangula Matsuyama, Jansen, Arbizu, Martha & Freiwald, 2014